# Усть-Сюмсі
Усть-Сюмсі́ (Уть-Сюмсі; рос. Усть-Сюмси) — село у складі Селтинського району Удмуртії, Росія.

## Населення
Населення — 220 осіб (2010; 308 в 2002).
Національний склад станом на 2002 рік:
- удмурти — 73 %

## Урбаноніми[3]
- вулиці — Зелена, Лісова, Механізаторів, Молодіжна, Польова, Праці, Світла, Ставкова, Шкільна